# Космически център Наро
Вижте пояснителната страница за други значения на Наро.
Космически център Наро е космодрум в провинция Чъла-Намдо, Южна Корея.
Поддържа се от Корейския институт по въздухоплаване. Със завършването му през 2008 г. Южна Корея става 13 страна, която има такова съоръжение на своята територия. От Наро успешно е изстреляна ракетата носител Наро 1 на 25 август 2009 г.
Наро е разположен на 485 km южно от Сеул. Включва ракетна площадка, контролна кула, сгради за тестване и сглабяне на ракети, сгради за контрол и тестване на спътници, медия център, електрическа станция, конферентна зала и площадка за кацане.
Първото изстрелване е осъществено на 25 август. Ракетата Наро 1 успешно е изстреляна, но се проваля в достигането на желаната орбита. Друго изстрелване е планирано за май 2010 г. Руската ракетна програма ще осигури технологии, ако и вторият опит се провали.